# Игошино (Рязанская область)
Игошино — посёлок в составе Нарминского сельского поселения Ермишинского района Рязанской области. Расположен рядом с рекой Окой. Население посёлка 375 чел. (2010 г.)
Климат умеренно континентальный, средняя температура июля +20 °C, января −15 °C.

## История
Название произошло от фамилии Игошин. В 1860-х гг. В. И. Игошиным был основан хутор.
До 1922 г. хутор Игошино входил в состав Даниловской волости Елатомского уезда Тамбовской губернии, с 1922 по 1924 гг. — Даниловской волости Елатомского уезда Рязанской губернии, с 1924 по 1929 гг. — Елатомской волости Касимовского уезда Рязанской губернии.
С 1929 г. в состав Ермишинского района Рязанского округа Центральнопромышленной области (позднее — Московской).
С 1937 г. в составе Ермишинского района Рязанской области.
В 1932 году была построена первая общеобразовательная школа.
В 1938 году в посёлке открывается крупное лесозаготовительное предприятие всесоюзного значения «Золлесдеталь», трест которой находился в Москве.
В 1981 году здесь родился герой РФ Сергей Владимирович Сухарев.

## Население
| 1981 | 1989 | 2004 | 2010 | 2011 | 2023 |
| ---- | ---- | ---- | ---- | ---- | ---- |
| 550  | ↗662 | ↘514 | ↘375 | ↘365 | ↘254 |